# Arroyo del Sauce (Soriano)
El arroyo del Sauce es un curso de agua uruguayo, ubicado en el departamento de Colonia, perteneciente a la cuenca hidrográfica del río Uruguay. 
Nace en la cuchilla de San Salvador cerca de la localidad de Agraciada y discurre con rumbo noroeste hasta desembocar en el río Uruguay al norte de la ciudad de Nueva Palmira, constituyendo el límite oeste entre los departamentos de Colonia y Soriano.
- Datos: Q5706253